# Sol Zanetti
Sol Zanetti, né le 11 août 1982 à Québec, est un enseignant au collégial en philosophie et un homme politique québécois. Il est député à l'Assemblée nationale du Québec de la circonscription de Jean-Lesage depuis les élections générales de 2018 sous la bannière de Québec solidaire.
Il s’est fait connaître en tant que chef d’Option nationale. Il fait le saut en politique en tant que candidat d’Option nationale dans la circonscription de Louis-Hébert en 2012, puis succède à Jean-Martin Aussant à la tête du parti le 26 octobre 2013. Il exerce cette fonction jusqu’à la fusion d’Option nationale avec le parti Québec solidaire. Il défend par la suite les couleurs de Québec solidaire. 

## Biographie

### Formation et carrière
Sol Zanetti est né le 11 août 1982 à Sainte-Foy d’une mère originaire de Shawinigan et d’un père italien. Il est titulaire d’un baccalauréat et d’une maîtrise en philosophie de l’Université Laval. Après avoir travaillé comme préposé aux bénéficiaires à l’Institut universitaire en santé mentale de Québec, il obtient un poste d’intervenant clinique au Centre psychanalytique de traitement des psychoses, où il travaillera pendant cinq ans. En 2007, il obtient un poste d’enseignant en philosophie au Campus Notre-Dame-de-Foy.

### Grève étudiante québécoise de 2012
Au printemps 2012, dans le cadre de l’opposition populaire à l’augmentation des frais de scolarité, il s’implique à partir de Québec dans le collectif des Professeurs contre la hausse.

### Chef d'Option nationale
Sol Zanetti rejoint les rangs d’Option nationale en février 2012. En août 2013, il se lance dans la course à la chefferie du parti à la suite du départ de Jean-Martin Aussant, survenu plus tôt en juin. Élu avec 67,4% des voix devant le candidat Nic Payne, il en devient le second chef le 26 octobre 2013,,,,. Il se présente alors dans la circonscription de Jean-Lesage lors des élections générales de 2014. Après les élections, il défendra deux fois les couleurs du parti dans des élections partielles : dans Richelieu (mars 2015) et dans Jean-Talon (juin 2015).
C’est également en 2015 que Sol Zanetti dirige la rédaction de l’ouvrage collectif Le livre qui fait dire oui (LQFDO). Ouvrage de vulgarisation politique et d’introduction à l’enjeu de l’indépendance du Québec, le LQFDO s’écoule en librairie et se distribue de mains à mains en dizaines de milliers d’exemplaires. Toujours dans la même année, il évoque une certaine communion d'idée avec la candidate à la chefferie du Parti québécois, Martine Ouellet. L'année suivante, à la suite de la démission surprise de Pierre Karl Péladeau de la formation péquiste, le leader oniste s'invite de nouveau dans la course à la chefferie péquiste, en faisant un débat avec le candidat Paul St-Pierre Plamondon.
En octobre 2017, il annonce aux membres du parti avoir mené des négociations en vue d'une fusion avec Québec solidaire. Le projet divise les membres du parti, plusieurs s'opposant farouchement à toute idée de fusion avec la formation dont le programme présente plusieurs divergences avec celui de la formation indépendantiste,. À un certain moment, certains membres influents du parti auraient même œuvré en coulisses afin de le remplacer si le projet de fusion était rejeté par les membres. Au mois de décembre, le mariage entre les deux partis est avalisé par les membres en congrès,. 

### Député de Québec solidaire
À la suite de la fusion, Sol Zanetti devient responsable de la commission Stratégie pour la souveraineté et demeure porte-parole d’Option nationale, désormais un collectif au sein de Québec solidaire. Il défend les couleurs de Québec solidaire en tant que candidat dans la circonscription de Jean-Lesage lors des élections générales de 2018,. Il est élu député à l'Assemblée nationale du Québec le 1er octobre 2018, à la suite d'une campagne marquée par les controverses autour de son adversaire, la libérale Gertrude Bourdon. Il devient alors le porte-parole de sa formation politique en matière de Santé et de Relations intergouvernementales. Rapidement, il doit composer avec quelques contradictions, comme certaines déclarations passées contraires aux nouvelles positions qu'il défend. Il affiche une complicité avec la député Catherine Dorion, revendiquant à ses côtés le droit de porter des espadrilles et une tenue plus décontractée.
En tant que député, il milite pour l’abolition du serment à la reine, se déclarant «souillé à jamais» d'avoir eu pour être investi en tant que député. Il dépose un projet de loi en ce sens en février 2019. Patientant longuement avant que la pièce législative ne soit mise au feuilleton, il est finalement bloqué par le Parti libéral du Québec à la fin de 42e législature  qui l'accuse de chercher à créer une chicane constitutionnelle. Quelques mois plus tard, à la suite des élections générales de 2022 il annonce sa volonté de ne pas prêter serment au roi et de ne le faire qu'auprès du peuple québécois. Il s'inscrit ainsi dans la foulée des démarches du Parti québécois de Paul Saint-Pierre Plamondon, qui avait annoncé quelques jours plus tôt sa volonté de ne pas le faire. Il finit néanmoins par prêter allégeance au souverain britannique Charles III quelques jours plus tard. Le serment au roi est finalement rendu optionnel le 8 décembre qui suit.
Il est par la suite réélu en 2022, augmentant son avance par rapport aux élections précédentes,. Il appuie Ruba Ghazal lors de la course au porte-parolat de Québec solidaire en 2023. En octobre 2023, il provoque un certain émoi à l'Assemblée nationale du Québec en soufflant un ballon afin de dénoncer le nationalisme de la Coalition avenir Québec.

## Idéologie

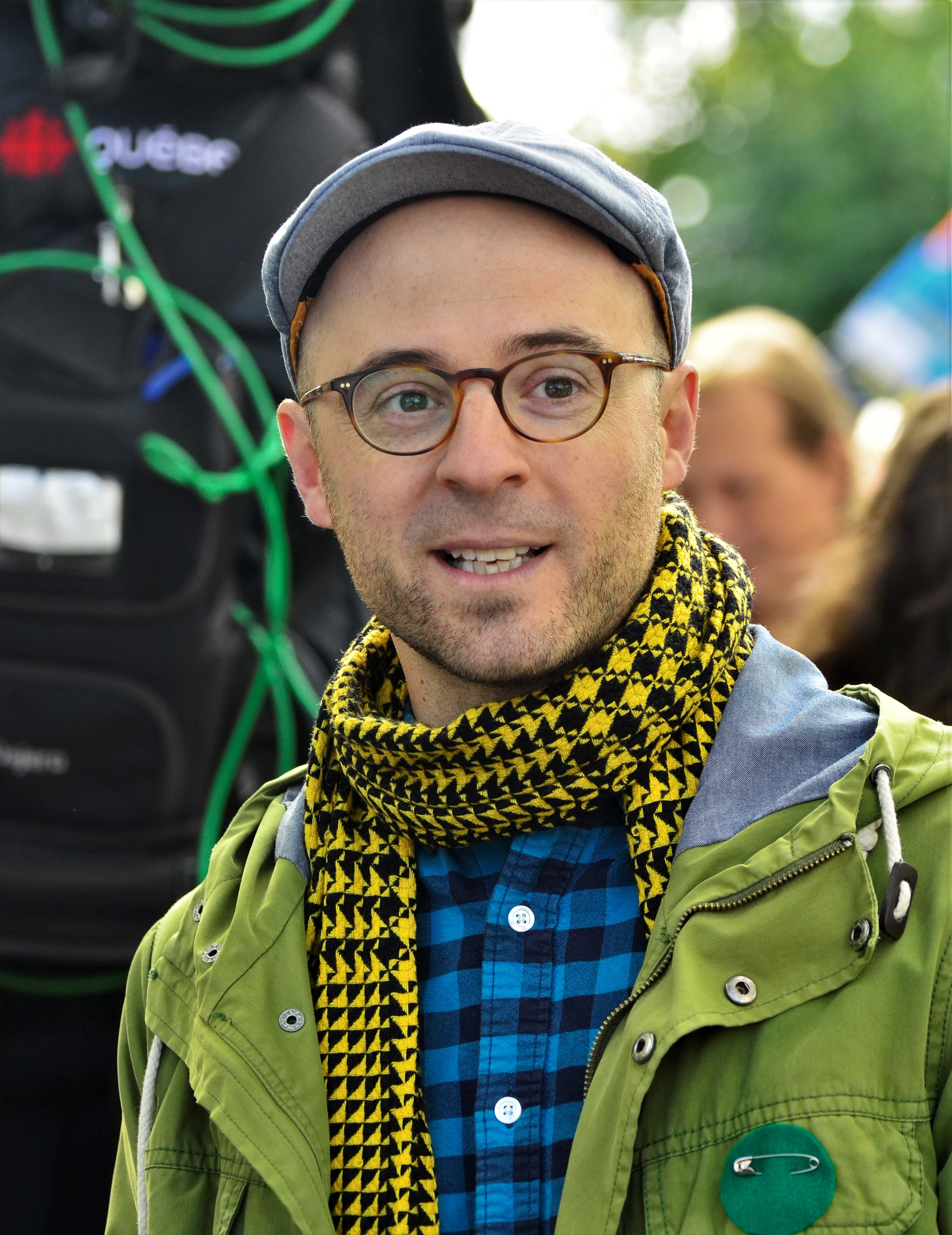
Sol Zanetti, lors de la manifestation pour le climat du 27 septembre 2019, dans la ville de Québec

La conviction indépendantiste de Sol Zanetti est fortement influencée par la pensée de Pierre Falardeau. Durant la course à la chefferie d’Option nationale, en 2013, il explique sur son site de campagne que « Le caractère internationaliste du nationalisme falardiste » lui a permis de réaliser que l’émancipation du peuple québécois n’est autre que le volet local d’une lutte plus globale pour l’émancipation des peuples ».
Sol Zanetti est aussi fortement influencé par la pensée de Robert Laplante. En 2017, il signe avec Pierre Norris Pour en finir avec le repli indépendantiste, un article rédigé pour la parution du 100e anniversaire de la revue l’Action nationale dans lequel les auteurs remettent en contexte les constats posés treize ans plus tôt par Laplante dans Revoir le cadre stratégique.
Il se porte également à la défense de la cause environnementale à plusieurs reprises, notamment par rapport à l’enjeu de la qualité de l’air dans sa circonscription de Jean-Lesage et en opposition aux projets pétroliers de TransCanada.
Également défenseur d’une gratuité scolaire, son implication politique débute avec sa participation au collectif Professeurs contre la hausse lors de la grève étudiante québécoise de 2012 . Il a dirigé l’ouvrage collectif Le Livre qui fait dire oui ainsi que le livre Ce qui nous lie.

## Résultats électoraux
|                                                                                               | Nom                         | Parti              | Nombre de voix | %      | Maj.  |
| --------------------------------------------------------------------------------------------- | --------------------------- | ------------------ | -------------- | ------ | ----- |
|                                                                                               | Sol Zanetti (sortant)       | Québec solidaire   | 11 390         | 37,8 % | 1 964 |
|                                                                                               | Christiane Gamache          | Coalition avenir   | 9 426          | 31,3 % | -     |
|                                                                                               | Denise Peter                | Conservateur       | 4 258          | 14,1 % | -     |
|                                                                                               | Michaël Potvin              | Parti québécois    | 3 337          | 11,1 % | -     |
|                                                                                               | Charles Robert              | Libéral            | 1 326          | 4,4 %  | -     |
|                                                                                               | Félix-Antoine Bérubé-Simard | Vert               | 237            | 0,8 %  | -     |
|                                                                                               | Mario Ledoux                | Climat Québec      | 67             | 0,2 %  | -     |
|                                                                                               | Claude Moreau               | Marxiste-léniniste | 57             | 0,2 %  | -     |
|                                                                                               | Lucie Perreault             | Démocratie directe | 56             | 0,2 %  | -     |
| Total                                                                                         | Total                       | Total              | 30 154         | 100 %  |       |
| Le taux de participation lors de l'élection était de 67,3 % et 419 bulletins ont été rejetés. |                             |                    |                |        |       |

|                                                                                               | Nom                       | Parti               | Nombre de voix | %      | Maj. |
| --------------------------------------------------------------------------------------------- | ------------------------- | ------------------- | -------------- | ------ | ---- |
|                                                                                               | Sol Zanetti               | Québec solidaire    | 10 331         | 34,7 % | 699  |
|                                                                                               | Christiane Gamache        | Coalition avenir    | 9 632          | 32,4 % | -    |
|                                                                                               | Gertrude Bourdon          | Libéral             | 5 335          | 17,9 % | -    |
|                                                                                               | Claire Vignola            | Parti québécois     | 2 774          | 9,3 %  | -    |
|                                                                                               | Anne Deblois              | Conservateur        | 520            | 1,7 %  | -    |
|                                                                                               | Raymond Côté              | NPD Québec          | 399            | 1,3 %  | -    |
|                                                                                               | Alex Paradis-Bellefeuille | Vert                | 343            | 1,2 %  | -    |
|                                                                                               | Charles Verreault-Lemieux | Parti nul           | 192            | 0,6 %  | -    |
|                                                                                               | Marie-Pierre Deschênes    | Citoyens au pouvoir | 149            | 0,5 %  | -    |
|                                                                                               | Nicolas Bouffard-Savoie   | Équipe autonomiste  | 52             | 0,2 %  | -    |
|                                                                                               | Claude Moreau             | Marxiste-léniniste  | 44             | 0,1 %  | -    |
| Total                                                                                         | Total                     | Total               | 29 771         | 100 %  |      |
| Le taux de participation lors de l'élection était de 65,8 % et 548 bulletins ont été rejetés. |                           |                     |                |        |      |

|                                                                                               | Nom                      | Parti                        | Nombre de voix | %      | Maj.  |
| --------------------------------------------------------------------------------------------- | ------------------------ | ---------------------------- | -------------- | ------ | ----- |
|                                                                                               | Sébastien Proulx         | Libéral                      | 8 214          | 41,8 % | 2 320 |
|                                                                                               | Clément Laberge          | Parti québécois              | 5 894          | 30 %   | -     |
|                                                                                               | Alain Fecteau            | Coalition avenir             | 2 717          | 13,8 % | -     |
|                                                                                               | Amélie Boisvert          | Québec solidaire             | 1 503          | 7,6 %  | -     |
|                                                                                               | Sol Zanetti              | Option nationale             | 474            | 2,4 %  | -     |
|                                                                                               | Elodie Boisjoly-Dubreuil | Vert                         | 472            | 2,4 %  | -     |
|                                                                                               | Sylvain Rancourt         | Conservateur                 | 236            | 1,2 %  | -     |
|                                                                                               | Sylvain Drolet           | Parti des sans parti         | 76             | 0,4 %  | -     |
|                                                                                               | Stéphane Pouleur         | Équipe autonomiste           | 55             | 0,3 %  | -     |
|                                                                                               | Grégoire Bonneau-Fortier | Parti indépendantiste (2008) | 27             | 0,1 %  | -     |
| Total                                                                                         | Total                    | Total                        | 19 668         | 100 %  |       |
| Le taux de participation lors de l'élection était de 43,6 % et 162 bulletins ont été rejetés. |                          |                              |                |        |       |

|                                                                                               | Nom                | Parti              | Nombre de voix | %      | Maj. |
| --------------------------------------------------------------------------------------------- | ------------------ | ------------------ | -------------- | ------ | ---- |
|                                                                                               | Sylvain Rochon     | Parti québécois    | 7 294          | 36 %   | 710  |
|                                                                                               | Jean-Bernard Émond | Coalition avenir   | 6 584          | 32,5 % | -    |
|                                                                                               | Benoît Théroux     | Libéral            | 5 054          | 24,9 % | -    |
|                                                                                               | Marie-Ève Mathieu  | Québec solidaire   | 541            | 2,7 %  | -    |
|                                                                                               | Vincent Pouliot    | Vert               | 352            | 1,7 %  | -    |
|                                                                                               | Sol Zanetti        | Option nationale   | 316            | 1,6 %  | -    |
|                                                                                               | Daniel Gaudreau    | Conservateur       | 103            | 0,5 %  | -    |
|                                                                                               | Louis Chandonnet   | Équipe autonomiste | 30             | 0,1 %  | -    |
| Total                                                                                         | Total              | Total              | 20 274         | 100 %  |      |
| Le taux de participation lors de l'élection était de 46,4 % et 319 bulletins ont été rejetés. |                    |                    |                |        |      |

|                                                                                               | Nom                    | Parti              | Nombre de voix | %      | Maj.  |
| --------------------------------------------------------------------------------------------- | ---------------------- | ------------------ | -------------- | ------ | ----- |
|                                                                                               | André Drolet (sortant) | Libéral            | 11 645         | 37,3 % | 4 214 |
|                                                                                               | Émilie Foster          | Coalition avenir   | 7 431          | 23,8 % | -     |
|                                                                                               | Pierre Châteauvert     | Parti québécois    | 6 998          | 22,4 % | -     |
|                                                                                               | Sébastien Bouchard     | Québec solidaire   | 3 626          | 11,6 % | -     |
|                                                                                               | Sol Zanetti            | Option nationale   | 782            | 2,5 %  | -     |
|                                                                                               | Sébastien Dumais       | Parti nul          | 384            | 1,2 %  | -     |
|                                                                                               | Andrés Garcia          | Conservateur       | 246            | 0,8 %  | -     |
|                                                                                               | José Breton            | Indépendant        | 93             | 0,3 %  | -     |
|                                                                                               | Claude Moreau          | Marxiste-léniniste | 43             | 0,1 %  | -     |
| Total                                                                                         | Total                  | Total              | 31 248         | 100 %  |       |
| Le taux de participation lors de l'élection était de 67,9 % et 427 bulletins ont été rejetés. |                        |                    |                |        |       |

|                                                                                               | Nom                 | Parti                  | Nombre de voix | %      | Maj.  |
| --------------------------------------------------------------------------------------------- | ------------------- | ---------------------- | -------------- | ------ | ----- |
|                                                                                               | Sam Hamad (sortant) | Libéral                | 14 602         | 38,4 % | 2 092 |
|                                                                                               | Michel Hamel        | Coalition avenir       | 12 510         | 32,9 % | -     |
|                                                                                               | Rosette Côté        | Parti québécois        | 8 127          | 21,4 % | -     |
|                                                                                               | Guillaume Boivin    | Québec solidaire       | 1 359          | 3,6 %  | -     |
|                                                                                               | Sol Zanetti         | Option nationale       | 706            | 1,9 %  | -     |
|                                                                                               | Julie Lachance      | Parti nul              | 226            | 0,6 %  | -     |
|                                                                                               | Guillaume Dion      | Coalition constituante | 209            | 0,5 %  | -     |
|                                                                                               | Véronique Durand    | Conservateur           | 146            | 0,4 %  | -     |
|                                                                                               | Hugues Fortin       | Équipe autonomiste     | 70             | 0,2 %  | -     |
|                                                                                               | Maxime Guérin       | Union citoyenne        | 49             | 0,1 %  | -     |
| Total                                                                                         | Total               | Total                  | 38 004         | 100 %  |       |
| Le taux de participation lors de l'élection était de 86,6 % et 316 bulletins ont été rejetés. |                     |                        |                |        |       |